# Polderhuis (Rustenburgerstraat)
Het Polderhuis in de wijk Pijp in Amsterdam-Zuid is een arbeiderswoning die in 1865 werd gebouwd in opdracht van Jan van Bemmel. In die tijd behoorde dit gebied nog tot de gemeente Nieuwer-Amstel, en bestond de omgeving voornamelijk uit gras, tuinderijen en luxe buitens aan de Amstel voor de rijke Amsterdammers. De rest van De Pijp, met zijn typische pijpenladen, werd na de annexatie door Amsterdam in 1896 uit de grond gestampt.
Het Polderhuis is op verschillende bijzondere manieren duurzaam gerenoveerd, is gasloos sinds 2017 en heeft een Energielabel A+++. Sinds 2001 heeft het Polderhuis de status van gemeentelijk monument.